# Coppa Italia Primavera
A Coppa Italia Primavera, oficialmente conhecida como Primavera TIMVISION Cup (por questões de patrocínio), é uma competição de futebol masculino entre as equipes sub-19 pertencentes à Lega Serie A e Lega Serie B da Itália. Atualmente, é organizada exclusivamente pela Lega Serie A.

## Regulamento

### Temporada atual (2018–19)

#### Fórmula de disputa
Todas as fases da Coppa Italia Primavera ocorrem no sistema "mata-mata": preliminar (primeira e segunda fase); oitavas de final; quartas de final; semifinais; final. Na primeira e segunda fase preliminar, nas oitavas de final e quartas de final, os dois time se enfrentam em jogo único. As semifinais e a final acontecem em dois jogos, onde cada equipe tem o mando de campo em uma das partidas. O vencedor, time com maior saldo na soma dos placares, avança para próxima fase, até o jogo decisivo, a final da Coppa Italia Primavera. No caso de empate no final do tempo regulamentar, teremos prorrogação e, caso persista o empate, teremos a disputa por pênaltis.

#### Participantes
As 39 equipes participantes entram na competição em três momentos sucessivos:
- 30 (trinta) a partir da primeira fase preliminar;
- 1 (uma) a partir da segunda fase preliminar;
- 8 (oito) a partir das oitavas de final.[1]

Os critérios adotados para determinar a posição de cada equipe na tabela da competição são os seguintes:
| Posição | Equipes e critérios |
| ------- | --- |
| 1–8     | São as oito equipes mais bem colocadas do Campionato Primavera TIM Cup (Trofeo Giacinto Facchetti) da temporada anterior. As posições na tabela são baseada na colocação da classificação final da temporada. Entram diretamente nas oitavas de final.                                                                                    |
| 9       | Trata-se da equipe que ficou em nono lugar na última temporada do Campionato Primavera TIM Cup (Trofeo Giacinto Facchetti). Entra na segunda fase preliminar. |
| 10–39   | Temos as demais equipes. As posições dentro da tabela são atribuídos através de sorteio no âmbito de 3 grupos de 8 equipes e 1 grupo de seis, cuja composição é determinada com base em critérios geográficos e na distribuição igualitária entre equipes da Serie A e Serie B em cada grupo. Entra a partir da primeira fase preliminar. |

## Campeões
Lista de todos os campeões (do italiano: Albo d'oro) ano a ano da competição:
- 1972–73: Internazionale (1)
- 1973–74: Roma (1)
- 1974–75: Roma (2)
- 1975–76: Internazionale (2)
- 1976–77: Internazionale (3)
- 1977–78: Internazionale (4)
- 1978–79: Lazio (1)
- 1979–80: Fiorentina (1)
- 1980–81: Bari (1)
- 1981–82: Avellino (1)
- 1982–83: Torino (1)
- 1983–84: Torino (2)
- 1984–85: Milan (1)
- 1985–86: Torino (3)
- 1986–87: Cremonese (1)
- 1987–88: Torino (4)
- 1988–89: Torino (5)
- 1989–90: Torino (6)
- 1990–91: Avellino (2)
- 1991–92: Empoli (1)
- 1992–93: Udinese (1)
- 1993–94: Roma (3)
- 1994–95: Juventus (1)
- 1995–96: Fiorentina (2)
- 1996–97: Napoli (1)
- 1997–98: Bari (2)
- 1998–99: Torino (7)
- 1999–00: Atalanta (1)
- 2000–01: Atalanta (2)
- 2001–02: Lecce (1)
- 2002–03: Atalanta (3)
- 2003–04: Juventus (2)
- 2004–05: Lecce (2)
- 2005–06: Internazionale (5)
- 2006–07: Juventus (3)
- 2007–08: Sampdoria (1)
- 2008–09: Genoa (1)
- 2009–10: Milan (2)
- 2010–11: Fiorentina (3)
- 2011–12: Roma (4)
- 2012–13: Juventus (4)
- 2013–14: Lazio (2)
- 2014–15: Lazio (3)
- 2015–16: Internazionale (6)
- 2016–17: Roma (5)
- 2017–18: Torino (8)

### Títulos por equipe
Lista de conquistas por equipe da competição:
| Clube          | Título | Ano                                                                    |
| Torino         | 8      | 1982–83; 1983–84; 1985–86; 1987–88; 1988–89; 1989–90; 1998–99; 2017–18 |
| Internazionale | 6      | 1972–73; 1975–76; 1976–77; 1977–78; 2005–06; 2015–16                   |
| Roma           | 5      | 1973–74; 1974–75; 1993–94; 2011–12; 2016–17                            |
| Juventus       | 4      | 1994–95; 2003–04; 2006–07; 2012–13                                     |
| Atalanta       | 3      | 1999–00; 2000–01; 2002–03                                              |
| Fiorentina     | 3      | 1979–80; 1995–96; 2010–11                                              |
| Lazio          | 3      | 1978–79; 2013–14; 2014–15                                              |
| Avellino       | 2      | 1981–82; 1990–91                                                       |
| Bari           | 2      | 1980–81; 1997–98                                                       |
| Lecce          | 2      | 2001–02; 2004–05                                                       |
| Milan          | 2      | 1984–85; 2009–10                                                       |
| Cremonese      | 1      | 1986–87                                                                |
| Empoli         | 1      | 1991–92                                                                |
| Udinese        | 1      | 1992–93                                                                |
| Napoli         | 1      | 1996–97                                                                |
| Sampdoria      | 1      | 2007–08                                                                |
| Genoa          | 1      | 2008–09                                                                |